# Nini Wacera
Nini Wacera (16 de enero de 1978) es una actriz y directora de reparto keniata. Wacera apareció en más de una docena de películas y series de televisión. Es famosa por su rol en la telenovela de 2005 Wingu la Moto.

## Carrera y vida personal
En 2003, Wacera hizo el papel de la antagonista principal en la telenovela Wingu la Moto, gracias a lo cual ganó diversos premios. Posteriormente apareció en películas como Project Daddy, Die weisse Massai, Nairobi Half Life y Rafiki. En 2015 fue seleccionada para ser una de las protagonistas de la versión africana de la serie Desperate Housewives. Como directora de reparto, trabajó en las películas Something Necessary y Rafiki.
En 2017 inició una serie semanal de podcasts con su amiga Karen Lucas llamada The Spread. Hablan sobre el «sexo positivo» y con el fin de contrarrestar la represión de su país, llaman a las mujeres a no «sentirse culpables cuando practican relaciones sin el propósito de quedarse embarazadas, sino simplemente para disfrutar». El programa busca dar respuestas sobre educación sexual en un país donde el tema no se discute en las escuelas por prohibición del gobierno. Ha tenido éxito entre el público y es uno de los treinta con mayor cantidad de descargas en iTunes. Si bien Wacera y Lucas tuvieron problemas debido a que su productor quiso cancelar su difusión, posteriormente el programa fue subido a YouTube. Por otra parte, Wacera declaró haber tenido relaciones sexuales con mujeres y rechaza las etiquetas de heterosexual, homosexual y bisexual porque «soy solo un ser humano que ama a otros seres humanos y con eso basta».

## Filmografía
| Año           | Proyecto                      | Papel        | Notas                 |
| ------------- | ----------------------------- | ------------ | --------------------- |
| 2002          | Dangerous Affair              | Kui          |                       |
| 2003–2006     | Wingu la moto                 | Suzanne      | Principal antagonista |
| 2004          | Project Daddy                 |              | Actriz secundaria     |
| 2004          | Epilogue                      |              |                       |
| 2005          | The White Masai               |              | Extra                 |
| 2006          | Silent Monologues             |              |                       |
| 2010          | Life in D minor               |              |                       |
| 2012          | Nairobi Half Life             |              | Aparición especial    |
| 2013-14       | Kona                          | Julia Oyange | Protagonista          |
| 2015-presente | Desperate Housewives (África) | Ese De Souza | Personaje regular     |
| 2018          | Rafiki                        | Mercy        |                       |